# 准小鱸屬
准小鱸屬（學名：Percilia）為日鱸目真鱸科的其中一個屬，傳統上被歸類於廣義的鱸形目，曾單獨成為一科——准小鱸科（Perciliidae）。

## 分類
本屬共分2種，即：
- 吉氏准小鱸 Percilia gillissi
- 歐文氏准小鱸 Percilia irwini